# Висмуторганические соединения
В̀исмуторгани́ческие соедине́ния — соединения, в которых атом висмута соединён непосредственно с атомом углерода органических функциональных групп. К таким соединениям относятся соединения Bi(III) с общей формулой RnBiX3−n, где R — алкильные и/или арильные радикалы, X = чаще всего Hal; n = 1—3. Кроме того, известны висмуторганические соединения Bi(V) вида Ar3BiX2, соли висмутония [Ar4Bi]+X- и Ar5Bi.
Соединения R3Bi и Ar5Bi получили название полных или симметричных, остальные висмуторганические соединения называют смешанными.

## Физические и химические свойства
Триалкилвисмуты Alk3Bi представляют собой жидкости, остальные висмуторганические соединения являются кристаллическими веществами.
Соединения Alk3Bi легко окисляются кислородом воздуха, причём соединения с низшими заместителями способны самовоспламеняться. Они также взрываются при перегонке при атмосферном давлении. При переходе к Ar3Bi устойчивость висмуторганических соединений к окислению на воздухе существенно возрастает. Алкил- и арилвисмуты устойчивы к действию воды и разбавленных кислот, подвергаются деалкилированию/деарилированию при действии концентрированных неорганических и органических кислот, а также при взаимодействии с TlCl, HgCl2, CuCl2, AlCl3:
{\displaystyle {\mathsf {(CH_{3})Bi+AlCl_{3}\rightarrow (CH_{3})_{3}Al+BiCl_{3}}}}
При реакции с литий-, натрий- и ртутьорганическими соединениями возможен обмен радикалами:
{\displaystyle {\mathsf {(CH_{3})_{3}Bi+LiC_{2}H_{5}\rightarrow (CH_{3})_{2}Bi(C_{2}H_{5})+LiCH_{3}}}}
В реакции с BiCl3 происходит перераспределение радикалов:
{\displaystyle {\mathsf {2(CH_{3})_{3}Bi+BiCl_{3}\rightarrow 3(CH_{3})_{2}BiCl}}}
{\displaystyle {\mathsf {(C_{2}H_{5})_{3}Bi+2BiCl_{3}\rightarrow 3(C_{2}H_{5})BiCl_{2}}}}
Алкилвисмутгалогениды неустойчивы и при хранении начинают диспропорционировать до тригалогенида висмута и более устойчивого триалкилвисмута:
{\displaystyle {\mathsf {3(CH_{3})_{2}BiCl\rightarrow 2(CH_{3})_{3}Bi+BiCl_{3}}}}
{\displaystyle {\mathsf {3(CH_{3})BiCl_{2}\rightarrow (CH_{3})_{3}Bi+2BiCl_{3}}}}
Они также гидролизуются водой и гидроксилсодержащими растворителями.
Наиболее устойчивыми из висмуторганических соединений являются соединения вида Ar3BiX2. Соли висмутония [Ar4Bi]+X- и пентаарилвисмуты Ar5Bi малоустойчивы и разлагаются при нагревании.

## Получение и применение
Висмуторганические соединения синтезируют по реакции галогенидов висмута с реактивами Гриньяра или литийорганическими соединениями:
{\displaystyle {\mathsf {BiCl_{3}+3CH_{3}MgCl\rightarrow Bi(CH_{3})_{3}+3MgCl_{2}}}}
Для алкилирования галогенидов висмута применяют также ртуть-, цинк- и алюминийорганические соединения.
Триарилвисмут можно получить по диазометоду Несмеянова:
{\displaystyle {\mathsf {3[ArN_{2}]^{+}BF_{4}^{-}+2Bi\rightarrow Ar_{3}Bi+3N_{2}+Bi(BF_{4})_{3}}}}
Соединения вида Ar3BiX_2 получают реакцией соответствующего триарилвисмута с галогеном:
{\displaystyle {\mathsf {(C_{6}H_{5})_{3}Bi+Br_{2}\rightarrow (C_{6}H_{5})_{3}BiBr_{2}}}}
Соединения Ar5Bi получают из Ar3BiX2:
{\displaystyle {\mathsf {Ar_{3}BiX_{2}+2ArLi\rightarrow Ar_{5}Bi+2LiX}}}
Соли висмутония синтезируют реакцией пентаарилвисмутов с галогенами или кислотами:
{\displaystyle {\mathsf {Ar_{5}Bi+HCl\rightarrow [Ar_{4}Bi]Cl+ArH}}}
Практического применения висмуторганические соединения не получили.